# Ямки (Украина)
Я́мки (Яма, Ямская Слобода, Голубевка; укр. Ямки, Яма, Ямська Слобода, Голубівка) — историческая местность на территории Голосеевского района Киева, располагается в районе улицы Ямской.
Существует несколько версий того, как появилось данное название. Одна из них утверждает, что местность Ямки располагается в ложбине — отсюда и «Ямки». Наиболее же распространена вторая версия, согласно которой в данной местности из рода в род жили ямщики. Правда, к концу XIX века обе улицы Ямы, Большая Ямская и Малая Ямская, оказались заняты и по одну, и по другую сторону домами терпимости.